# Gare de Folkestone Central
Ne doit pas être confondu avec Terminal de Folkestone du tunnel sous la Manche.
La gare de Folkestone Central est une gare ferroviaire du Royaume-Uni, située sur le territoire de la ville de Folkestone.

## Situation ferroviaire
La gare de Folkestone Central est situé sur la South Eastern Main Line, entre les gares ouvertes de Folkestone West et de Dover Priory.